# Sydney International 1995 - Doppio femminile
Il doppio femminile del Sydney International 1995 è stato un torneo di tennis facente parte del WTA Tour 1995.
Patty Fendick e Meredith McGrath erano le detentrici del titolo, ma hanno partecipato con partner differenti, la Fendick con Mary Joe Fernández e la McGrath con Rennae Stubbs.
La McGrath e la Stubbs hanno perso nel 1º turno contro Nicole Bradtke e Kristine Radford.
La Fendick e la Fernández hanno perso in finale 7–5, 2–6, 6–4 contro Lindsay Davenport e Jana Novotná.

## Teste di serie
1. Lindsay Davenport /  Jana Novotná (campionesse)
2. Meredith McGrath /  Rennae Stubbs (primo turno)
3. Barbara Rittner /  Marianne Werdel (primo turno)
4. Patty Fendick /  Mary Joe Fernández (finale)

## Tabellone

### Legenda
| - Q = Qualificato - WC = Wild card - LL = Lucky loser | - ALT = Alternate - SE = Special Exempt - PR = Protected Ranking | - w/o = Walkover - r = Ritirato - d = Squalificato |